# سینیسکا
سینیسکا (انگلیسی: Cynisca؛ ‏‎/sɪˈnɪskə/‎؛ زاده شده حوالی ۴۴۰ پیش از میلاد) که با نام کینیسکا (یونانی: Κυνίσκα) هم شناخته می‌شود، ورزشکار اهل اسپارت بود. سینیسکا یک شاهدخت اسپارتی ثروتمند بود. او نخستین زنی بود که در بازی‌های المپیک به قهرمانی رسید و از این لحاظ در تاریخ شهرت دارد. سینیسکا برای اولین بار در سال ۳۹۶ پیش از میلاد وارد رقابت‌های المپیک شد و با تیم اسب‌هایی که خود تربیت کرده بود، جایزه اول را به دست آورد. در سال ۳۹۲ قبل از میلاد، سینیسکا اسب‌های خود را برای بار دوم در المپیک وارد کرد و در همان رویداد دوباره پیروزی دیگری کسب کرد.

## نام
در زبان یونانی باستان، نامِ کینیسکا به معنای «توله‌سگ ماده» یا «سگ شکاری کوچک» است. او برگرفته از نام پدربزرگش، زوکسیداموس است که کینیسکوس نیز نامیده می‌شد. سارا بی. پومروی پیشنهاد می‌کند که این نام غیرمعمول ممکن است لقب یک زن پسرانه‌نما بوده باشد و به علاقه به شکار اشاره دارد. احتمال دارد که این نام از سنت‌های شکار نخبگان اسپارتی گرفته شده باشد. به گفته کارتلیج، این نام ممکن است به گونه‌ای از سگ‌های اسپارتی که در هنگام شکار به عنوان جستجوگر شناخته می‌شدند، اشاره داشته باشد. پومروی اشاره می‌کند که نام‌های بستگان نزدیک زن او نشان‌دهنده علاقه به اسب‌سواری در نسل آنها است.

## اوایل زندگی
سینیسکا احتمالاً در حدود ۴۴۰ قبل از میلاد در دولت‌شهر اسپارت یونان باستان زاده شد. او از دودمان اروپونتید بود و دختر پادشاه آرکیداموس دوم و همسرش ایوپولیا بود. او احتمالاً خواهر نانتنی آگیس دوم (که در دوران ۴۲۷–۴۰۰ قبل از میلاد سلطنت کرد) و خواهر تنی آژیلاوس دوم (که در دوران ۴۰۰–۳۶۰ قبل از میلاد سلطنت کرد) بود، که هر دو به عنوان پادشاهان اسپارت پس از پدرشان بر تخت نشستند. او خواهر دیگری به نام پروآوگا داشت. در دوران کودکی، ممکن است سینیسکا تجربه‌هایی در زمینه ورزش از برنامه تربیت بدنی ویژه دختران اسپارتی (معادل آگوگای پسران) که احتمالاً در آن شرکت کرده بود، کسب کرده باشد. با توجه به اینکه او از خانواده‌ای ثروتمند بود، می‌توانست اسب‌های مسابقه‌ای داشته باشد. طبق گفته پوسانیاس سینیسکا نخستین زنی بود که اسب‌ها را پرورش داد و به شدت در پی موفقیت در بازی‌های المپیک بود.
چندین منبع از گزنفون و پلوتارک اشاره دارند که چگونه آژیلاوس دوم او را تشویق کرد تا اسب‌ها را پرورش دهد و در بازی‌ها رقابت کند. با این حال، انگیزه‌های او برای این کار اخیراً مورد بحث قرار گرفته است. طبق این منابع باستانی، آژیلاوس احتمالاً موفقیت در مسابقات ارابه‌سواری را پیروزی‌ای بی‌ارزش می‌دانست. برخلاف سایر رویدادها که در آن شجاعت و فضیلت مردان عوامل قطعی تصمیم‌گیرنده بودند، او معتقد بود که مسابقات ارابه‌سواری تنها دارایی و ثروت افراد را نشان می‌دهد، چرا که نیاز به دخالت مستقیم صاحب اسب‌ها ندارد. هر دو نویسنده باستانی اشاره کردند که آژیلاوس قصد داشت نشان دهد که این ورزش چندان «مردانه» نیست و بیشتر تفریحی اشرافی است و همینکه یک زن می‌تواند در آن پیروز شود خود دلیلی بر این واقعیت است. با این حال، در واقعیت، پیروزی‌های سینیسکا مانع از این نشد که اسپارتی‌های ثروتمند به این ورزش ادامه دهند. از سوی دیگر، چندین محقق مدرن بر این باورند که انگیزه‌های آژیلاوس دوم بیشتر عملی بوده است. آن‌ها گمان می‌کنند که او از پیروزی‌ها و ثروت سینیسکا برای ارتقاء حرفه سیاسی خود و به دست آوردن حمایت عمومی از طریق ارتباط استفاده می‌کرد، نه برای ارائه یک درس اخلاقی. شواهدی که از این نظریه حمایت می‌کند این است که پیروزی‌های دوگانه سینیسکا در المپیک باستان، همچنین شهرتی بیشتر برای آژیلاوس دوم و خانه‌ای وسیع‌تر برای اروپونتید به ارمغان می‌آورد. علاوه بر این، تأسیس فرقه قهرمان یونانی سینیسکا پس از مرگش می‌تواند نشان دهد که آژیلاوس حتی پس از مرگ خواهرش همچنان از شهرت او بهره‌برداری می‌کرد.

## تأثیر فرهنگی سینیسکا
بر اساس شواهد باستان‌شناسی مانند مکان‌های وقف‌ها و پرستشگاه قهرمانی او و همچنین حدس و گمانه‌زنی پژوهشگران معاصر، پیروزی سینیسکا در المپیک احتمالاً تأثیر زیادی نه تنها بر هموطنان اسپارتی‌اش بلکه بر زنان در سراسر دنیای یونان داشت. پس از پیروزی سینیسکا، چندین زن یونانی دیگر به موفقیت‌های مختلفی در ورزش ارابه‌سواری دست یافتند، از جمله اوریلئونیس، بلستیکه، زوکسو، انکراتیا و هرمیونه، تیمارِتا، تئودوتا و کاسیا. با این حال، طبق گفته پائوزانیاس، هیچ‌یک از این زنان به اندازه سینیسکا برای پیروزی‌هایشان شهرت نیافتند. زمانی که برنیس دوم از مصر در مسابقه ارابه‌سواری چهار اسبه در المپیک در اوایل قرن سوم قبل از میلاد پیروز شد، او شعری از شاعر پوسیدیپوس سفارش داد که در آن به‌طور صریح ادعا کرد که شهرت (κῦδος) سینیسکا را «دزدیده است.» شعر او در مجموعه‌ای از آثار به نام «مجموعه شعر یونانی» گنجانده شده است که نشان‌دهنده اهمیت مداوم آن پس از پیروزی خود است. برخی از محققان پیشنهاد کرده‌اند که پیروزی‌های المپیک و ویژگی‌های قهرمانی سینیسکا احتمالاً توسط مردان نیز مورد احترام قرار گرفته است، بر اساس این که پرستشگاه قهرمانی او در مکانی برجسته نزدیک به پلاتانیستاس، محل آموزش اسپارتی مردان جوان قرار داشت.
در دوران مدرن، سینیسکا توسط شاعر یونانی، زویی کارلی گرامی داشته شده است که شعری دربارهٔ عشق او به اسب‌ها و پیروزی المپیک نوشت که نام او را در تاریخ یونان مشهور کرد. سینیسکا در نمایشگاه هنری فمینیستی میهمانی شام جودی شیکاگو در سال ۱۹۷۹ که زنان تاریخی معروف را در سراسر تمدن‌ها گرامی می‌داشت، گنجانده شد. در ورزش‌های دوران مدرن، سینیسکا همچنان شناخته می‌شود. تیم دوچرخه‌سواری سینیسکا یک تیم حرفه‌ای زنان ثبت‌شده در ایالات متحده آمریکا است که به نام شاهدخت اسپارتی نام‌گذاری شده است. سازمان «کینیسکا» در بریتانیا به حمایت از ایجاد محیطی ایمن برای زنان در ورزش‌ها می‌پردازد. «کینیسکا هوپس» یک باشگاه بسکتبال دخترانه «اتحادیه ورزشکاران آماتور» (AAU) است که همچنین در مسابقات بسکتبال ملی جوانان دخترانه ایالات متحده شرکت می‌کند.